# 역내무역
역내무역(域內貿易)은 경제협력이 이루어지고 있는 광대한 지역내의 조직적인 무역 교류를 말한다. 전형적인 예로는 유럽 연합, EFTA 및 독립국가연합의 역내무역을 들 수 있다.